# Зоря (Ононський район)
Зоря́ (рос. Заря) — село у складі Ононського району Забайкальського краю, Росія. Входить до складу Новозоринського сільського поселення.

## Історія
Село утворено 2013 року шляхом відокремлення від села Нова Зоря.